# Jan Goudberg
Jan Goudberg (Groningen, 27 mei 1937) is een Nederlands politicus van de VVD.
Hij was sales-promotion manager en vanaf 1970 wethouder in Weesp. Op advies van de toenmalig burgemeester van Weesp ging Goudberg rond 1983 solliciteren naar een burgemeestersfunctie; en wel in Ouder-Amstel. De keus viel echter op Cees de Groot; tot dan waarnemend burgemeester van Nederhorst den Berg. De toenmalig Commissaris van de Koningin Roel de Wit stelde voor om te gaan solliciteren naar de vrijgekomen functie in Nederhorst den Berg en daar werd Goudberg in maart 1984 benoemd. Op 1 januari 2002, enkele maanden voor hij 65 zou worden, fuseerden de gemeenten Loosdrecht, 's-Graveland en Nederhorst den Berg tot de gemeente Wijdemeren waarmee zijn functie kwam te vervallen. 